# Les nôtres arrivent
Pour plus de détails, voir Fiche technique et Distribution.
Les nôtres arrivent (Arrivano i nostri) est un film comique en noir et blanc réalisé par Mario Mattoli sorti en 1951, avec Walter Chiari, Carlo Croccolo, Giuseppe Porelli, Riccardo Billi et Mario Riva.

## Synopsis
L'industriel Garlandi est amoureux de Lisetta, qui est la fille d'un baron désargenté, que Garlandi veut forcer économiquement par des manœuvres déloyales à l'accepter pour gendre. Mais Les Nôtres arrivent : la cavalerie arrive, et Walter, le chauffeur, dont Lisetta est secrètement amoureuse, va trouver des moyens tous aussi compliqués pour la sauver.

## Fiche technique
- Titre français : Les nôtres arrivent[1]
- Titre original : Arrivano i nostri
- Réalisation : Mario Mattoli
- Photographie : Mario Albertelli
- Montage : Giuliana Attenni
- Musique : Armando Fragna
- Costumes : Peppino Piccolo
- Producteurs : Nicola Naracci, Angelo Mosco, Dino De Laurentiis
- Société de production : Excelsa Film
- Pays de production :  Italie
- Langue de tournage : italien
- Format : Noir et blanc
- Durée : 93 minutes
- Genre : Comédie
- Dates de sortie :
  - Italie : 7 mars 1951

## Distribution
- Walter Chiari : Walter, le chauffeur
- Mario Riva : Mario, l'escroc
- Riccardo Billi : Daniele
- Alberto Sorrentino : associé de Mario
- Giuseppe Porelli : baron Ropelli
- Lisetta Nava : Lisetta Ropelli
- Carlo Romano : Garlandi
- Pina Renzi : Caterina
- Carlo Croccolo : Carlo
- Nyta Dover : Nyta, la dresseuse
- Nino Pavese : mari de Nyta
- Guglielmo Inglese : Franco
- Franca Marzi : Chellis
- Giacomo Furia : automobiliste bloqué
- Enzo Garinei : directeur de l'hôtel Chez moi
- Guglielmo Barnabò : imprésario Pallatino
- Cesco Baseggio : général
- Ughetto Bertucci : videur

## Production
Les extérieurs ont été tournés lors de la FERT de Turin à l'été 1950.

## Exploitation
Entrées cumulées certifiées au 31 mars 1959 : 401.296.300 £